# Bandera de Tennessee
La bandera de Tennessee se compone de un emblema en un campo de color rojo, con una franja de color azul hacia el exterior. El emblema del medio se compone de tres estrellas blancas en un círculo azul. La bandera fue diseñada por el coronel LeRoy Reeves, de la Guardia Nacional de Tennessee. La Legislatura del Estado de Tennessee adoptó oficialmente la bandera el 17 de abril de 1905. El pabellón se izó por primera vez el 10 de octubre de 1911 durante la ceremonia de inauguración de la East Tennessee State Normal School en Johnson City.

## Descripción
Las tres estrellas representan las tres principales divisiones geográficas del estado, Tennessee Oriental, Tennessee Central, Tennessee Occidental. El círculo azul alrededor de las estrellas representa la unidad de las "grandes divisiones" del estado. La barra azul, situada en el borde de la bandera, fue una mera consideración de diseño. Cuando se le preguntó por la barra azul, Reeves dijo que "La barra azul final alivia la monotonía del campo de color carmesí y evita que la bandera se muestre demasiado carmesí cuando está colgando". La revista National Geographic erróneamente informó en octubre de 1917 que las estrellas representan el estado de Tennessee como el tercer estado para entrar a Estados Unidos después de los trece originales.

### Acuerdo sobre las estrellas
Tennessee dictó la ley estatal sobre la forma en que se dibuja en el centro el emblema en la bandera.

La disposición de las tres (3) estrellas deberá ser tal que los centros de dos estrellas no estarán en una línea paralela al lado o en el final de la bandera, sino intermedios entre los mismos, y la estrella más alta será la más cercana a la esquina superior del interior de la bandera.

### Derivados
El emblema central de la bandera aparece en los logos de algunas empresas y equipos deportivos de Tennessee. Los ejemplos incluyen el First Tennessee Bank y los Tennessee Titans de la National Football League.